# Arnold Mvuemba
Arnold Mvuemba Makengo, född 28 januari 1985 i Alençon, Orne, är en fransk fotbollsspelare av kongolesiskt ursprung. Han kan både spela som central mittfältare och yttermittfältare. 

## Karriär
Mvuemba skrev på för Portsmouth på lån från Rennes i januari 2007 fram till maj 2007, med en köpoption. Han gjorde sin Premier League debut mot Blackburn Rovers den 25 februari 2007, och gjord sitt första mål i Premier League den 9 april 2007 i en 4–2 förlust mot Watford. Den 3 juli 2007 skrev Mvuemba på ett treårs kontrakt med Portsmouth. Han gjorde mål mot Wolfsburg i UEFA-cupen fast det hjälpte inte Portsmouth att bli kvar i turneringen.